# Банк Папуа — Новой Гвинеи
Банк Папуа — Новой Гвинеи (англ. Bank of Papua New Guinea) — центральный банк Папуа — Новой Гвинеи.

## История
В 1973 году принят акт парламента о создании Банка Папуа — Новой Гвинеи. Банк начал операции 1 ноября 1973 года. 19 апреля 1975 года банк начал выпуск национальной денежной единицы — кина.